# Віллем Рейман
Віллем Рейман (ест. Villem Reiman, 25 лютого (9 березня) 1861, село Тіпу, Ліфляндська губернія, Російська імперія, нині волость Пиг'я-Сакала, повіт Вільяндімаа, Естонія — 12 (25) травня 1917, селище Колга-Яані, Ліфляндська губернія, Російська імперія, нині волость Вільянді, повіт Вільяндімаа, Естонія) - естонський громадський діяч, один з лідерів естонського національного руху, богослов та історик  

## Життєпис
Віллем Рейман (до естоніфікації Willem Klreimann ) народився в релігійній родині селянина, орендаря хутора Пауна в селі Колґа-Яані. Батько - Тиніс Рейман (Tõnis Reiman), мати - Маріє Лаасберг (Marie Laasberg). У 1872–1874 роках навчався у початковій школі Вільянді, у 1874–1877 роках – у повітовій школі, у 1878–1881 роках – у Пярнуській гімназії для хлопчиків. У 1887 році закінчив факультет теології Дерптського університету зі ступенем кандидата філософії. У 1887 році пройшов випробувальний рік у Якоба Гурта в Санкт-Петербурзі, в 1888-1889 роках - помічник пастора в парафії Святого Іоанна в Санкт-Петербурзі, в 1889-1890 роках - помічник пастора в Колга-Яані, в 1890 році - пастор-заступник у приході Валкаської церкви святої Катерини, У 1890-1917 роках - пастор в Колга-Яані .
Брав участь у створенні Товариства естонських студентів (EÜS) і в 1884 році в освяченні прапора EÜS в Отепяе; 1886 року був головою EÜS. Один із засновників  Літературного товариства Естонії, у 1907–1914 роках — голова товариства та голова його історичної редколегії. З 1890 року брав участь у Русі за тверезість, у Колга-Яані заснував товариство «Мета» ( «Eesmärk»), довгий час очолював центральний комітет товариств тверезості (з 1900 року). Редагував публікації «Щорічників Товариств тверезості Естонії» та календар «Сіяч» ( «Külvimees», 1904).
З ініціативи Реймана Яан Тиніссон у 1896 році викупив газету «Postimees» у естонського енциклопедиста, мовознавця Карла Аугуста Германа. Допомагав Тиніссону видавати газету та з 1897 по 1901 рік публікував у ній статті з історії культури .
Був одним із засновників Естонського національного музею (1909) та членом його пленуму. У 1908 році заснував Вільяндіське естонське освітнє товариство, до 1913 року включно був його головою  .
Брав активну участь у діяльності Вченого естонського товариства та його публікаціях. Ініціював та редагував альбоми EÜS (I — VII, 1888–1902), альманах «Огляди» ( «Sirvilauad»; 1896–1907), збірка «Культура Естонії» («Eesti Kultura»; 5 видань, 1911–1919) естонських освітніх товариств» ( «Eesti Haridusseltside Aastaraamat»; 1909-1907). Перебував у правлінні Фонда Бергманна, заснованого для просування естонської літератури та фінансової підтримки навчання естонської молоді  .
Рейман був одним із перших естонців-дослідників історії та літератури; у своїх етнографічних дослідженнях спирався на першоджерела, його концепція історії дуже вплинула на розвиток естонської історичної науки; підкреслював важливість культурних ідеалів та моралі. Захищав естонську мову як від германізації, так і від русифікації  .
Помер 1917 року в Колга-Яані від хвороби серця. Похований на цвинтарі Колга-Яані  .

## Праці

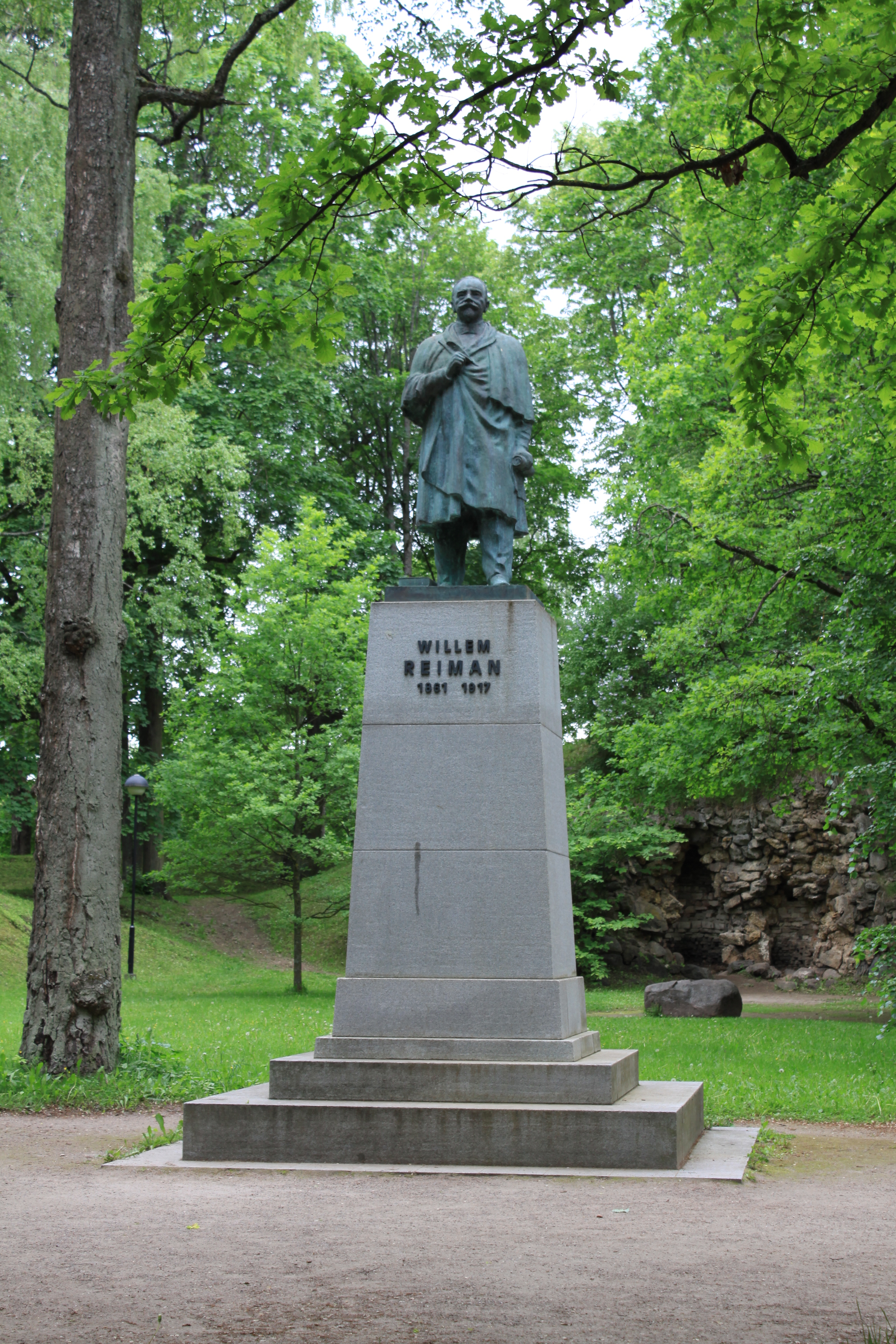
Пам'ятник Віллему Рейману в Тарту

- 1889 - Eesti Piibli ümberpanemise lugu
- 1894 - Eduard Ahrens
- 1894 - Eesti kodu. Eesti ajaloost
- 1895 - Kuidas priius meile tuli
- 1898 - Eesti piibli kujunemislugu
- 1907 - Karskuse mõte
- 1907 - Kivid ja kirbud
- 1910 - Jaan Jungi elulugu
- 1913 - Jaan Adamson
- 1920 - Eesti ajalugu
- 2008 - Mis meist saab? Villem Reiman / Koostanud H. Runnel; toimetanud S. Ombler
- 2010 - Eesti rahva haridusejärg muistse iseseisvuse ja ordu ajal. Friedrich Amelung ja Villem Reiman
- 2012 - Ajaloo veskid. Villem Reiman / Koostanud ja järelsõna H. Runnel; toimetanud S. Ombler

## Родина
Дружина - Паула Рейман (урод. Норманн ( Paula Bertha Normann ), 1869-1945). У подружжя було шестеро дітей: Хельми (1892-1920), Ільмарі (1897-1984), Лінда (1898-1942), Айно (1899-1986), Хелла (1902-1968) та Май (1907-?).

## Увічнення пам'яті
- 1931 - пам'ятник в Тарту на Тоомемягі, скульптор Амандус Адамсон, зруйнований в 1950 році, відновлений в 2004 році.
- 1988 - пам'ятник у Колга-Яані, скульптор В. Яанісоо [3].
- На честь Віллема Реймана названо вулицю в Таллінні.
- Ім'я Віллема Реймана носить Народний дім у Колга-Яані.